# کایلز فورد (تنسی)
کایلز فورد (به انگلیسی: Kyles Ford) یک منطقهٔ مسکونی در ایالات متحده آمریکا است که در شهرستان هنکاک، تنسی واقع شده‌است.